# Mariahof (Jezus-Eik)

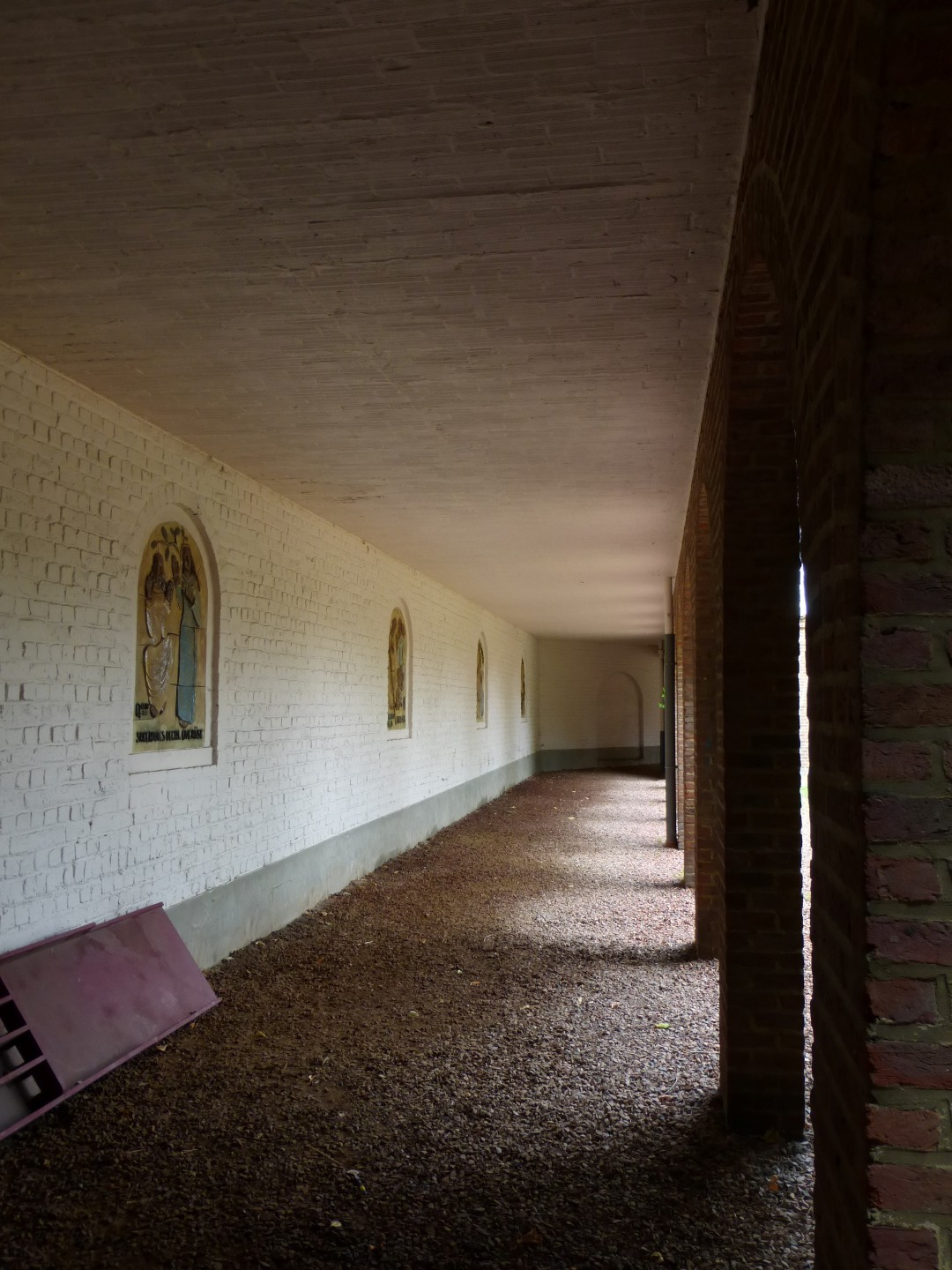
Mariahof

Het Mariahof is een processiepark in de tot de Vlaams-Brabantse gemeente Overijse behorende plaats Jezus-Eik, gelegen aan de Witherendreef 2.
Het betreft een soort kloostergang die in 1958 in de pastorietuin van het Rectorshuis werd gebouwd. In het besloten hof is een paviljoentje met daarin een Maria-altaar. In de gangen, voorzien van open bogen, zijn de 15 geheimen van de rozenkrans uitgebeeld (blijde, droevige en glorievolle geheimen) uitgebeeld als geëmailleerde bas-reliëfs. Het was Raymond De Gryse die deze reliëfs, en ook het centraal Mariabeeld, vervaardigde.
Vroeger maakte deze ruimte deel uit van een ommegang waarvan de meeste kapelletjes zijn verdwenen met de sloop van de kerkhofmuur. Een tweetal ervan zijn nog bewaard gebleven namelijk een Sint-Rochuskapel, later Mariakapel (hoek Eeuwstraat en Witherenstraat) en een Sint-Christoffelkapel. Beide kapelletjes werden aangepast bij de bouw van het Mariahof.